# Rosa Kellner
Rosa Kellner   (Múnic, 21 de gener de 1910 - Múnic, 13 de desembre de 1984) va ser una atleta alemanya, especialista en els 100 metres llisos, que va arribar a ser medallista de bronze olímpica l'any 1928.

## Carrera esportiva
En els jocs olímpics d'Àmsterdam de 1928 va guanyar la medalla de bronze en els 4x100 metres relleus, amb un temps de 49.0 segons, arribant a la meta després del Canadà, que va batre el rècord mundial amb un temps de 48.4 segons, i els Estats Units, amb una marca de 48.8 segons, sent les seves companyes d'equip: Leni Junker, Anni Holdmann i Leni Schmidt.